# Macrotarsipus lioscelis
Macrotarsipus lioscelis is een vlinder uit de familie wespvlinders (Sesiidae), onderfamilie Sesiinae.
De naam Macrotarsipus lioscelis is voor het eerst geldig gepubliceerd door Meyrick in 1931. Het type werd verzameld op 7 mei 1934 door H. Hargreaves, in Njala, Sierra Leone. Het wordt bewaard in BMNH. De naam werd in 2012 door Bartsch & Berg tot de synoniemie van Camaegeria monogama (Meyrick, 1932) gereduceerd.